# Slučice pestrá
Slučice pestrá (Rostratula benghalensis) je středně velký pták z čeledi slučicovití. Jde o polyandrický druh, o snůšku a mláďata se stará samec, samice je i výrazněji zbarvená. Má velký areál rozšíření zahrnující Afriku a Asii, ale ve většině areálu není běžná, přestože nejde o globálně ohrožený druh.

## Popis a taxonomie
Od špičky zobáku po konec ocasu je 23–28 cm dlouhá, rozpětí křídel 50–55 cm. Má dlouhý žlutý zobák, který je mírně zahnutý dolu. Nohy jsou dlouhé a žluté, břicho je bílé, obě pohlaví mají také bílý „límeček“, na hlavě má žlutý střední temenní proužek a bílou skvrnu kolem oka. Má výrazný pohlavní dimorfismus. Samice je výrazněji zbarvena; křídla a záda jsou tmavě šedá, na stranách zad jsou dva bílé proužky. Hlava, hruď a krk jsou vyjma výše popsané kresby fialovohnědá. Samec je celkově světlejší, má zlatožluté skvrnění na křídlech a zádech.
Tento druh je monotypický. Dříve byl považován za konspecifický se slučicí australskou, nyní jsou tyto druhy vedeny jako samostatné.

## Rozšíření a biotop
Vyskytuje se v Africe a Asii. V Africe se vyskytuje v Subsaharské Africe a na Madagaskaru. Asijský areál rozšíření se rozprostírá od severovýchodního Afghánistánu až do jižního Japonska, jižně dosahuje skrze celou jihovýchodní Asii až po ostrov Timor.
Vyhledává různé typy mokřadů, od rákosin po rýžová pole.
V Asii a Egyptě je převážně stálá, ve zbývající části afrického areálu rozšíření podniká sezónní nepravidelné přesuny za potravou. Některé populace v jihovýchodní Asii jsou tažné. Existuje zmínka o pozorování tohoto druhu při migraci s dalšími druhy bahňáků při první expedici na Mt. Everest ve výšce 5200 m n. m., o tomto pozorování ale panují pochybnosti.

## Biologie
Tento druh je polyandrický, v jejím teritoriu obvykle hnízdí 2–4 samci. Samice mezi sebou o samce bojují. Hnízdo je umístěno na zemi v husté mokřadní vegetaci, může být na různých vyvýšeninách. Příležitostně na exponovanějších stanovištích, například plovoucích ostrůvcích vodní vegetace. Jde o prohlubeň, obvykle lemovanou stébly a listy. Samice do hnízda snáší 2–5 vajec s jednodenními intervaly, samice během jedné sezóny naklade až 20 vajec. Inkubace začíná po nakladení posledního vejce, na vejcích sedí pouze samec. Mláďata se líhnou po 15–21 dnech, jsou nidifugní, ale zpočátku jsou závislá na samci. Ten je příležitostně i vozí na zádech.
Obvykle je samotářská, příležitostně se objevuje i v malých skupinách. Je všežravá, živí se různými vodními bezobratlými, ale také semeny. Loví zapichováním zobáku do měkké země, stejně jako zástupci čeledi slukovití.

## Galerie

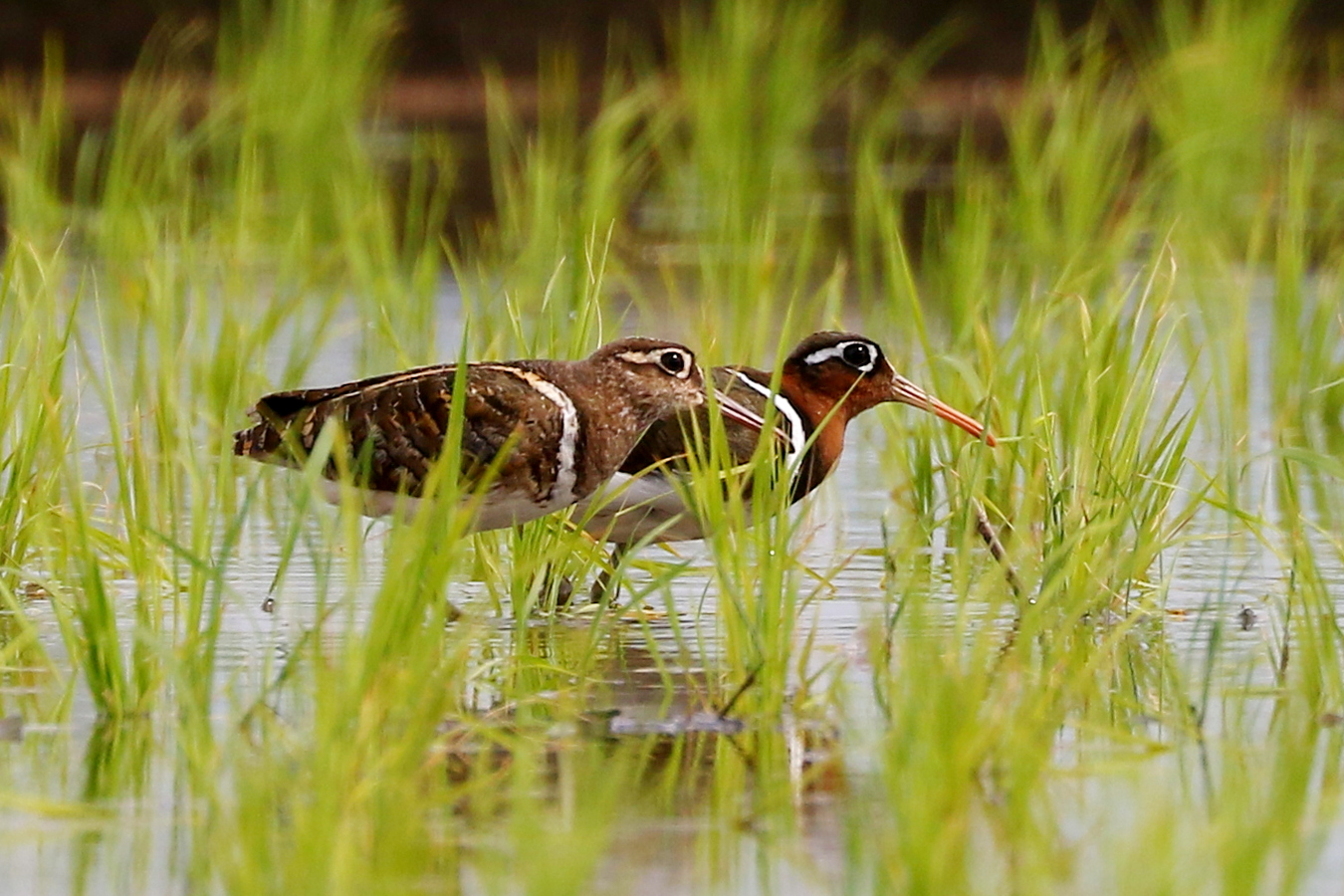
Samec (vpředu) a samice v mokřadu.
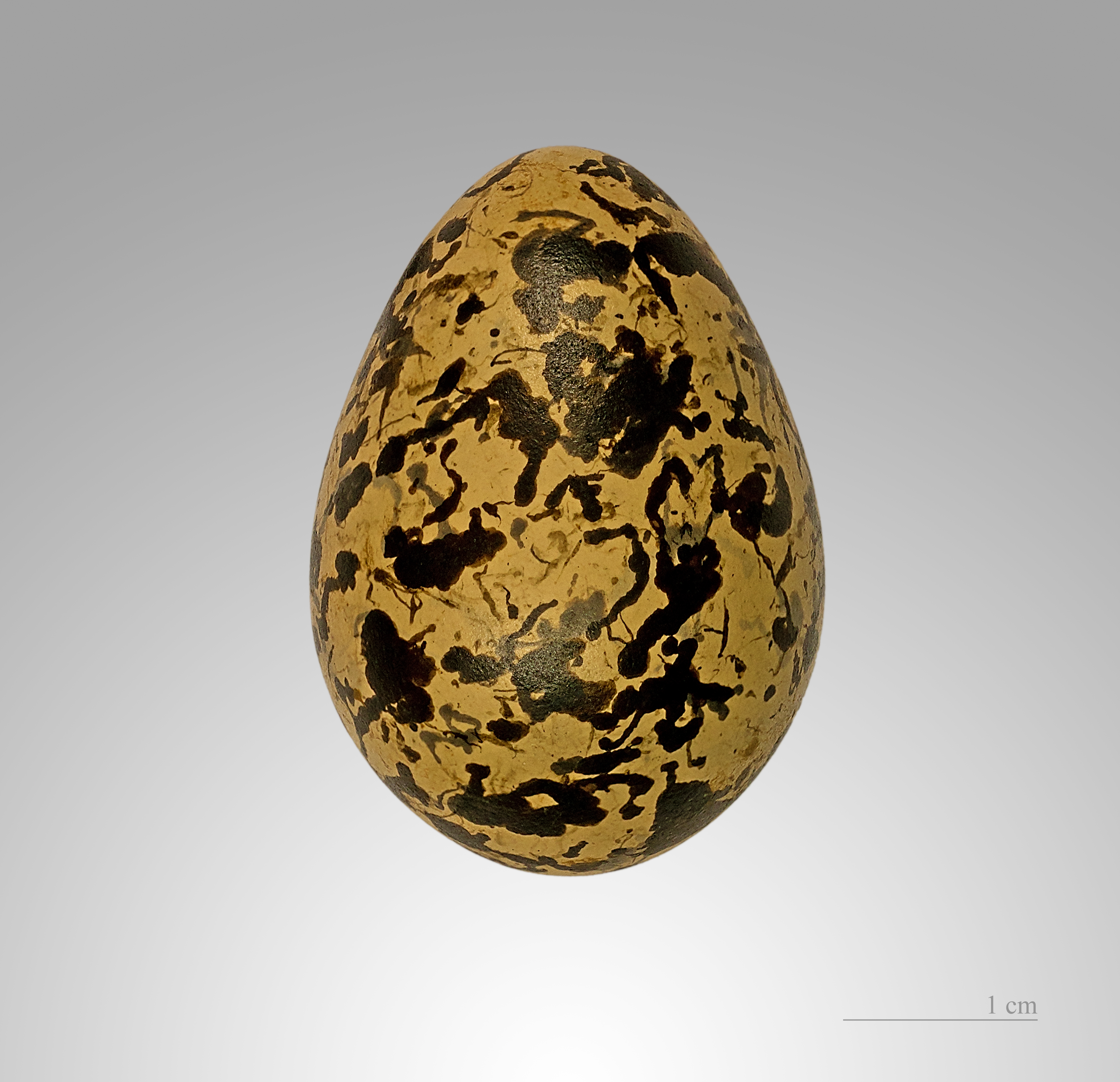
Vejce.
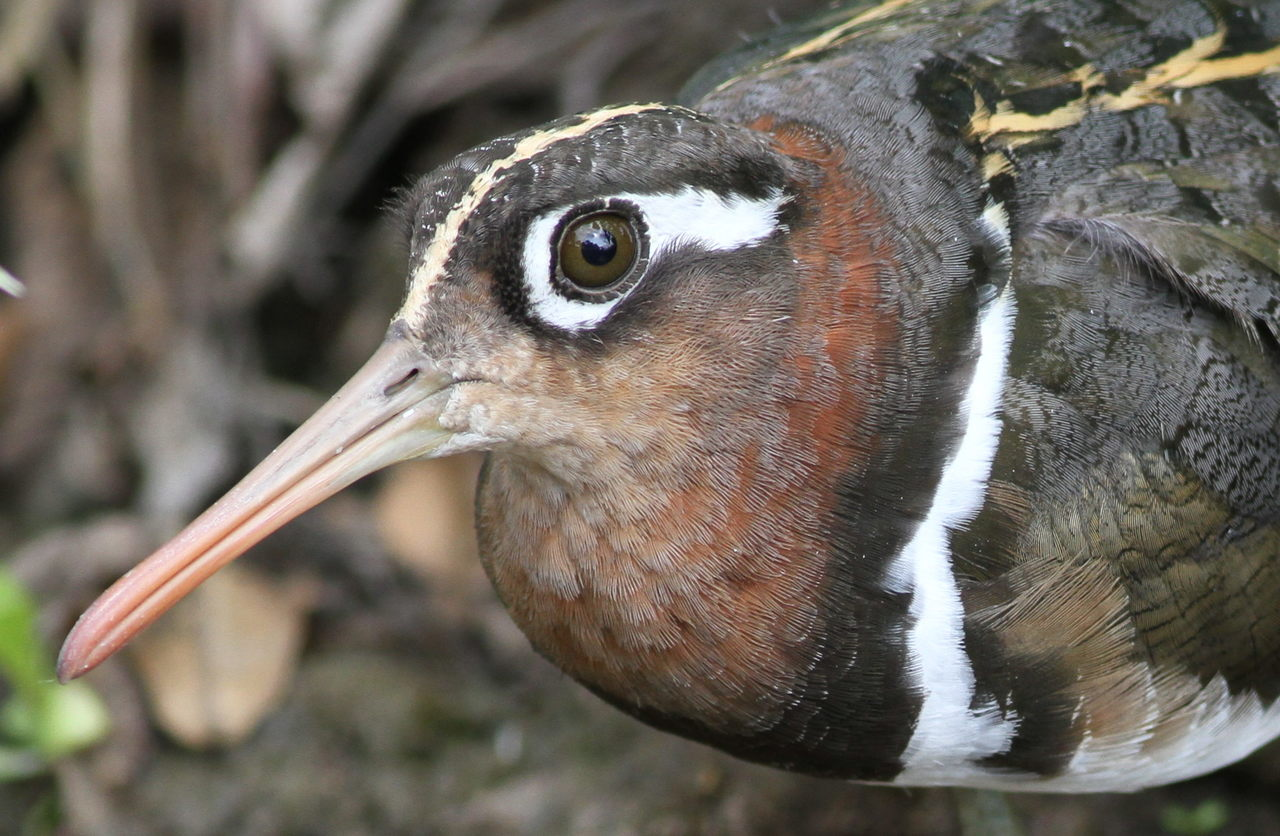
Detail hlavy samice.
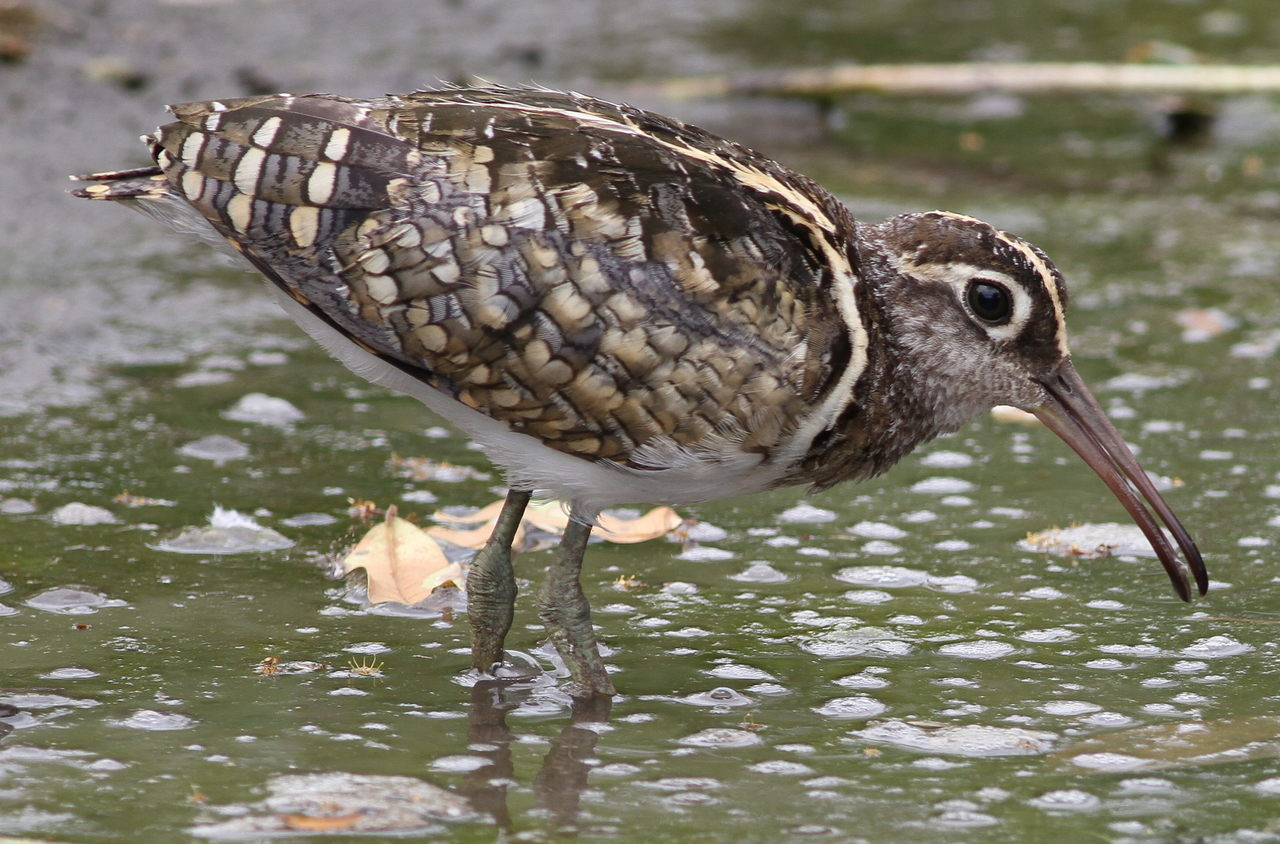
Samec při sběru potravy.